# Landry Mulemo
Landry Mulemo (17 de setembro de 1986) é um futebolista profissional belga-congolês.

## Carreira
Mulemo integrou o elenco da Seleção Belga de Futebol,  que competiu nos Jogos Olímpicos de Verão de 2008. 
Mais tarde representou o elenco da Seleção da República Democrática do Congo de Futebol no Campeonato Africano das Nações de 2013.